# Festa dos Fachós

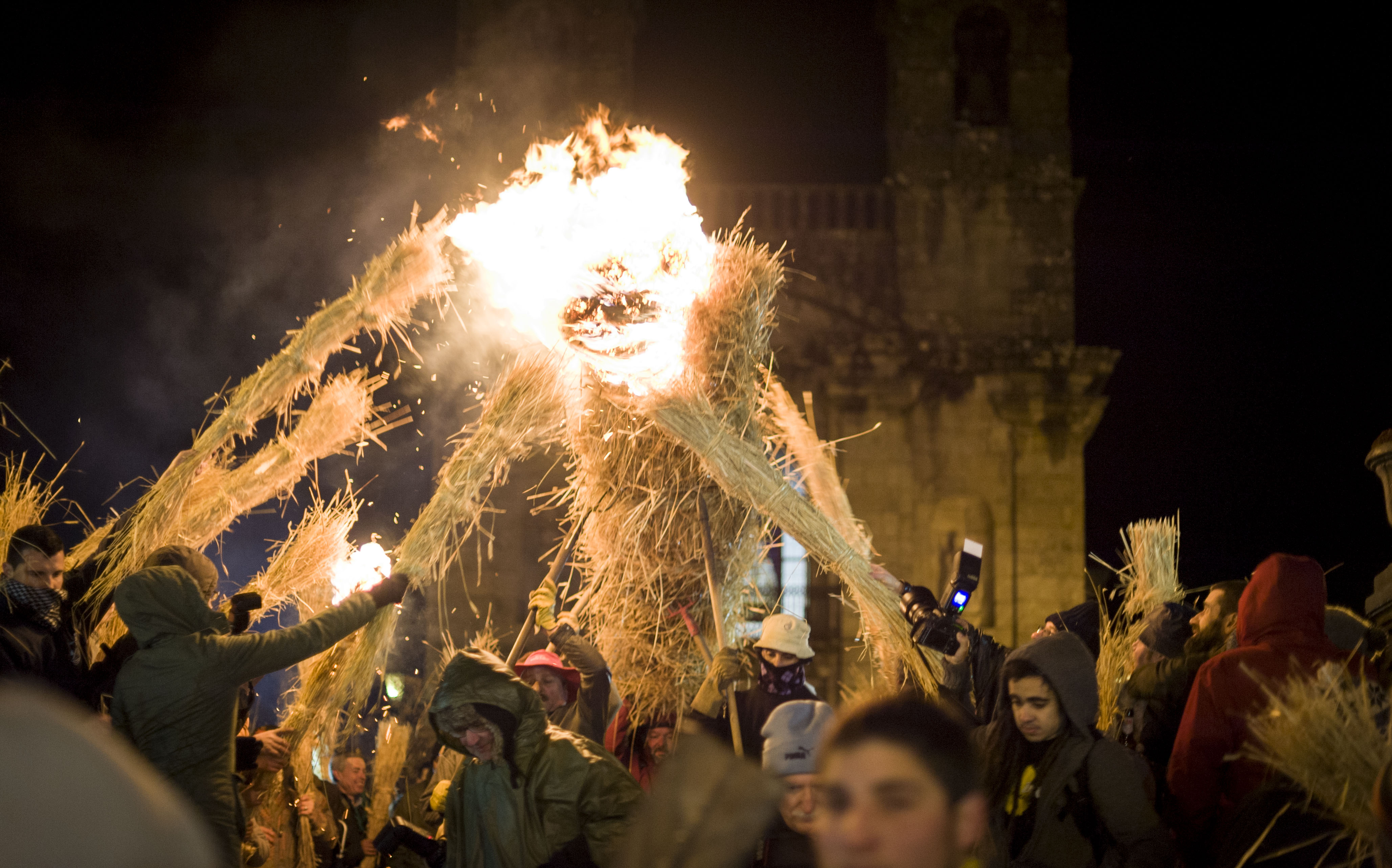
Processó tornant del castell.

La Festa dos Fachós és una festivitat gallega celebrada a Castro Caldelas a la vigília del dia de Sant Sebastià, el dinou de gener. Comença quan es pon el sol i dura tota la nit. És una de les tradicions de culte al foc més representatives de Galícia.

## Descripció

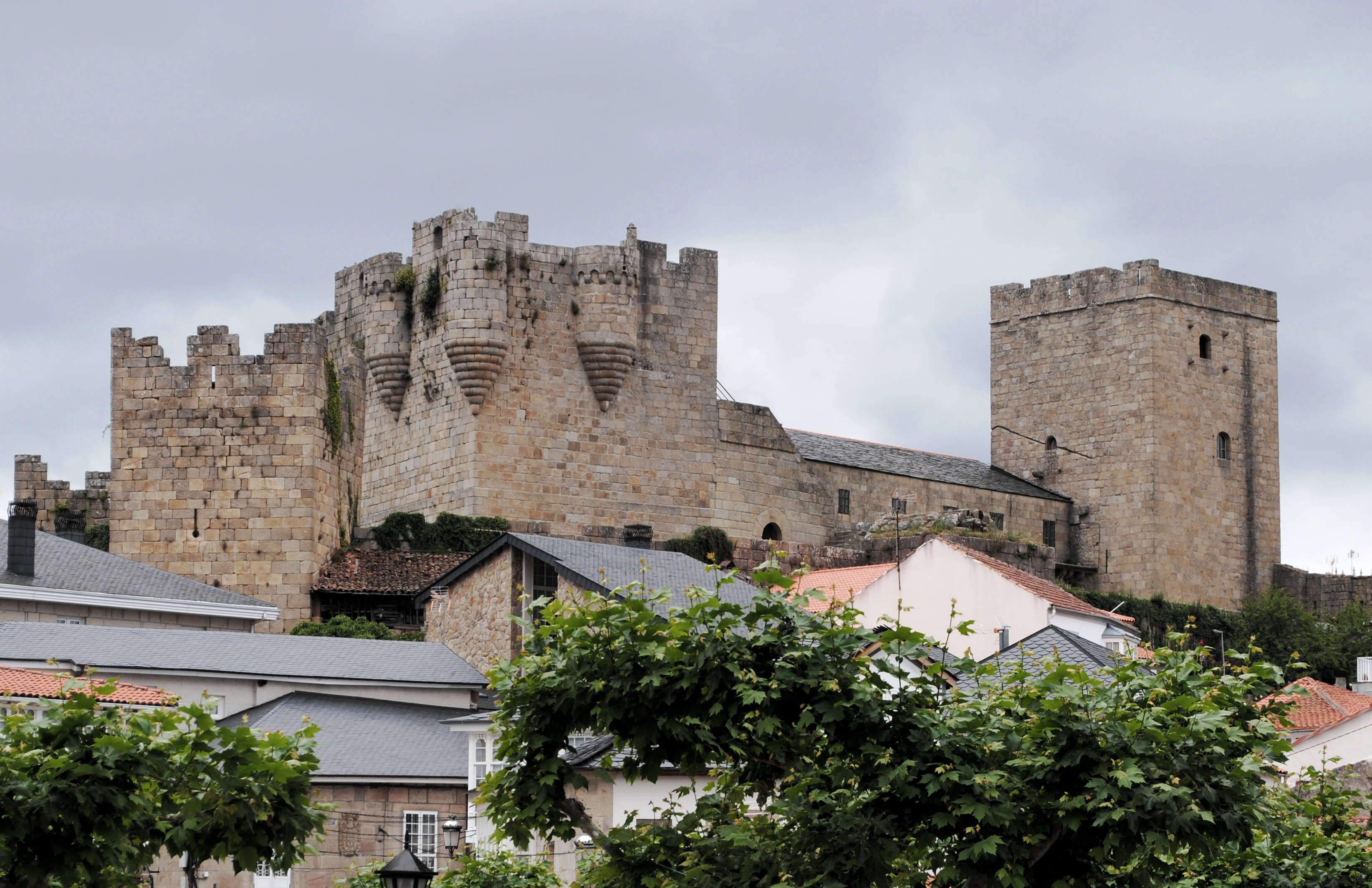
Castell de Castro Caldelas.

La festa comença amb una processó de torxes (fachós) que surt de l'església del Remei i que fa la volta al castell de Castro Caldelas. Al capdavant hi duen un símil de palla de Sant Sebastià màrtir.

La processó acaba al vestíbul de l'església, on s'apiles les torxes en una gran foguera, que culmina amb el tocar de campanes.

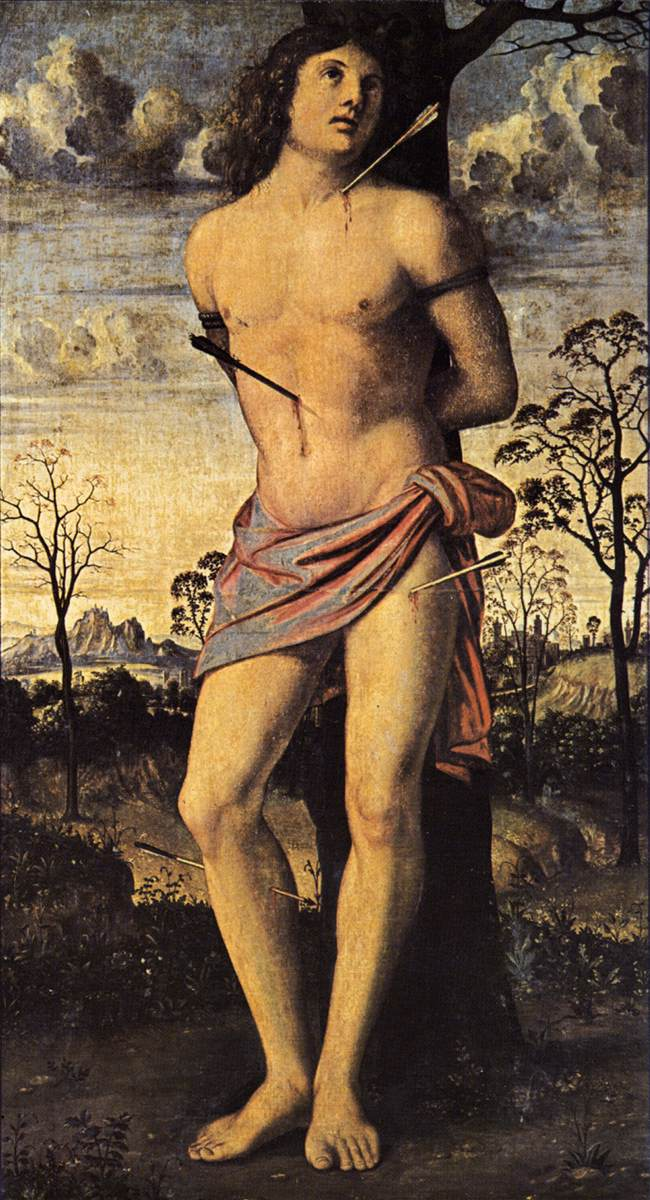
Sant Sebastià màrtir.

## Galeria d'imatges

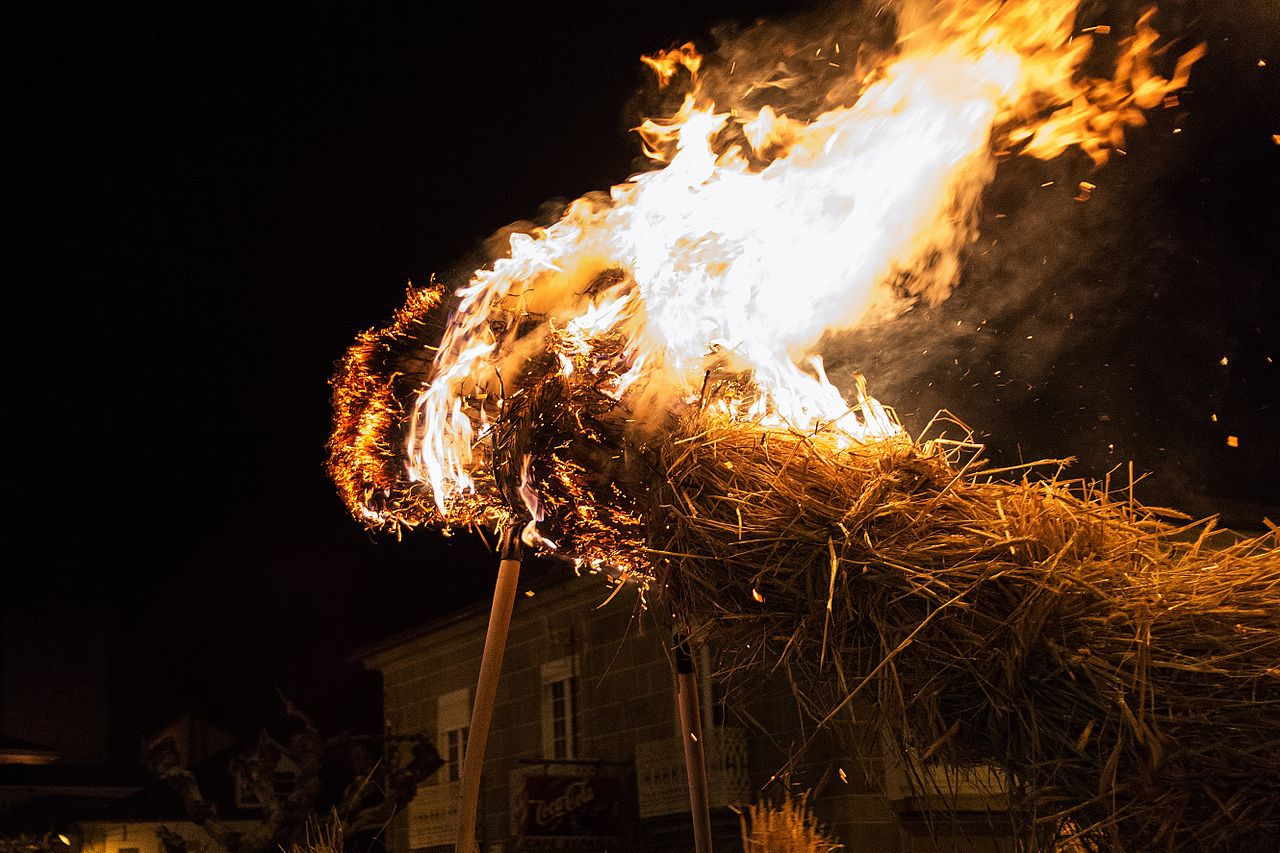
Festa dos Fachós del 2015.
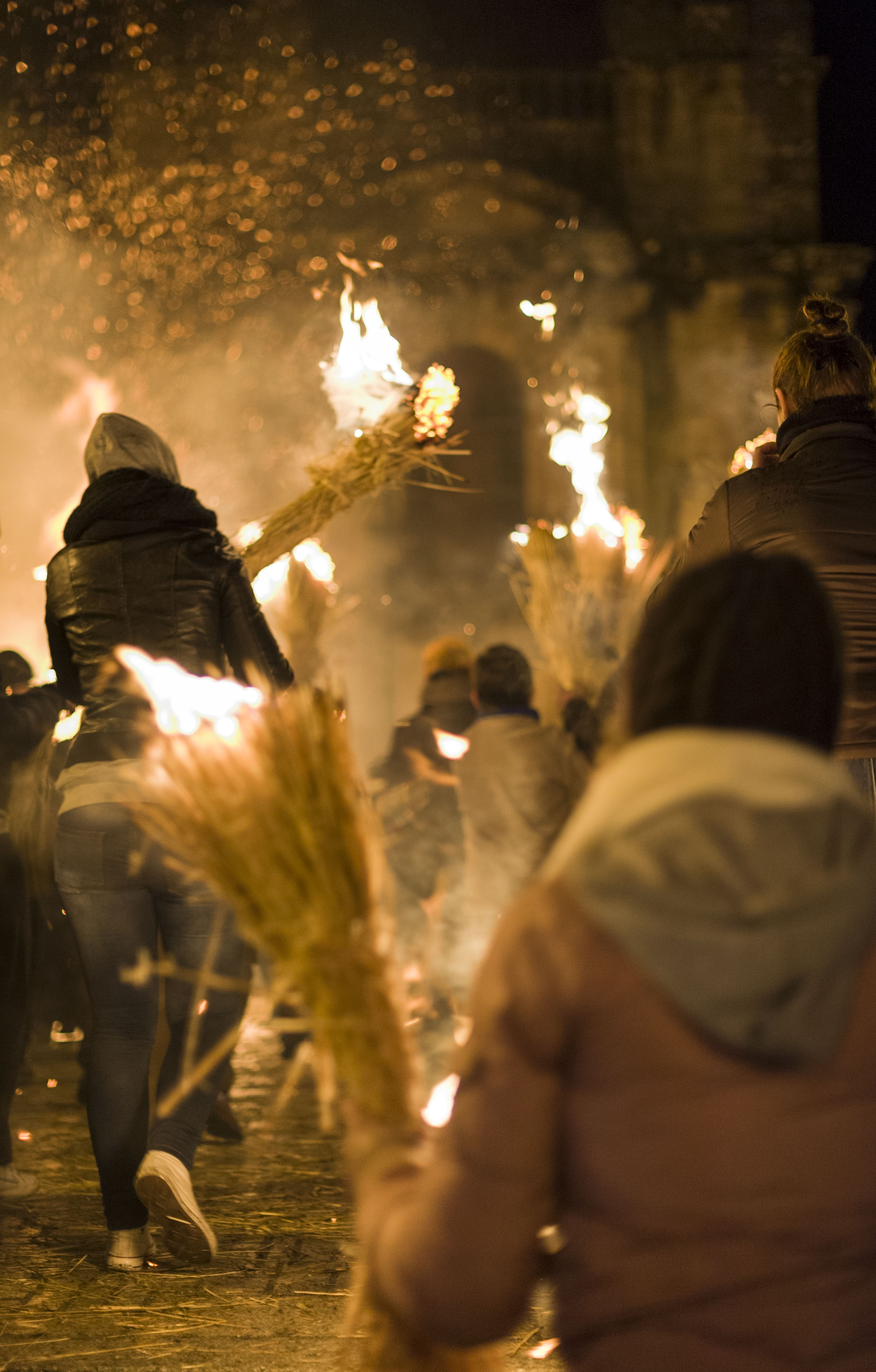
Processó
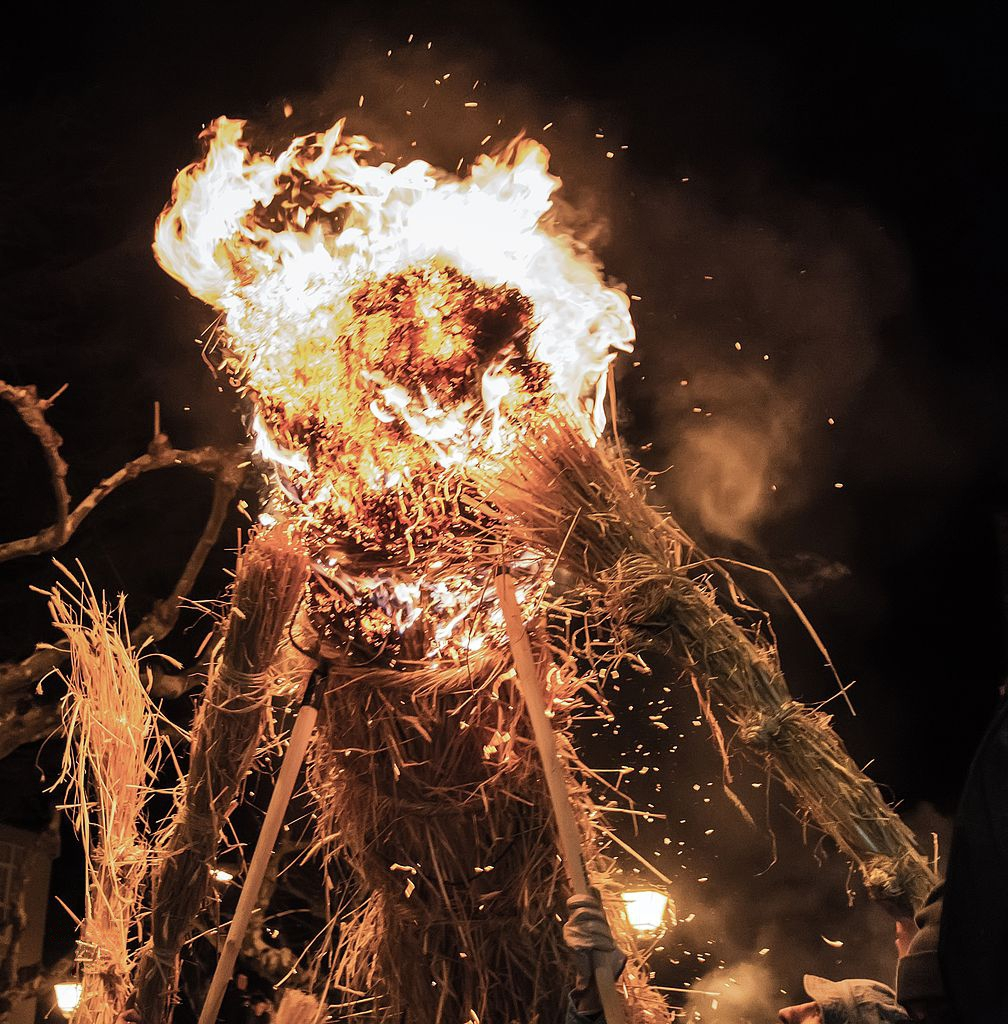
Encesa dels els fachós
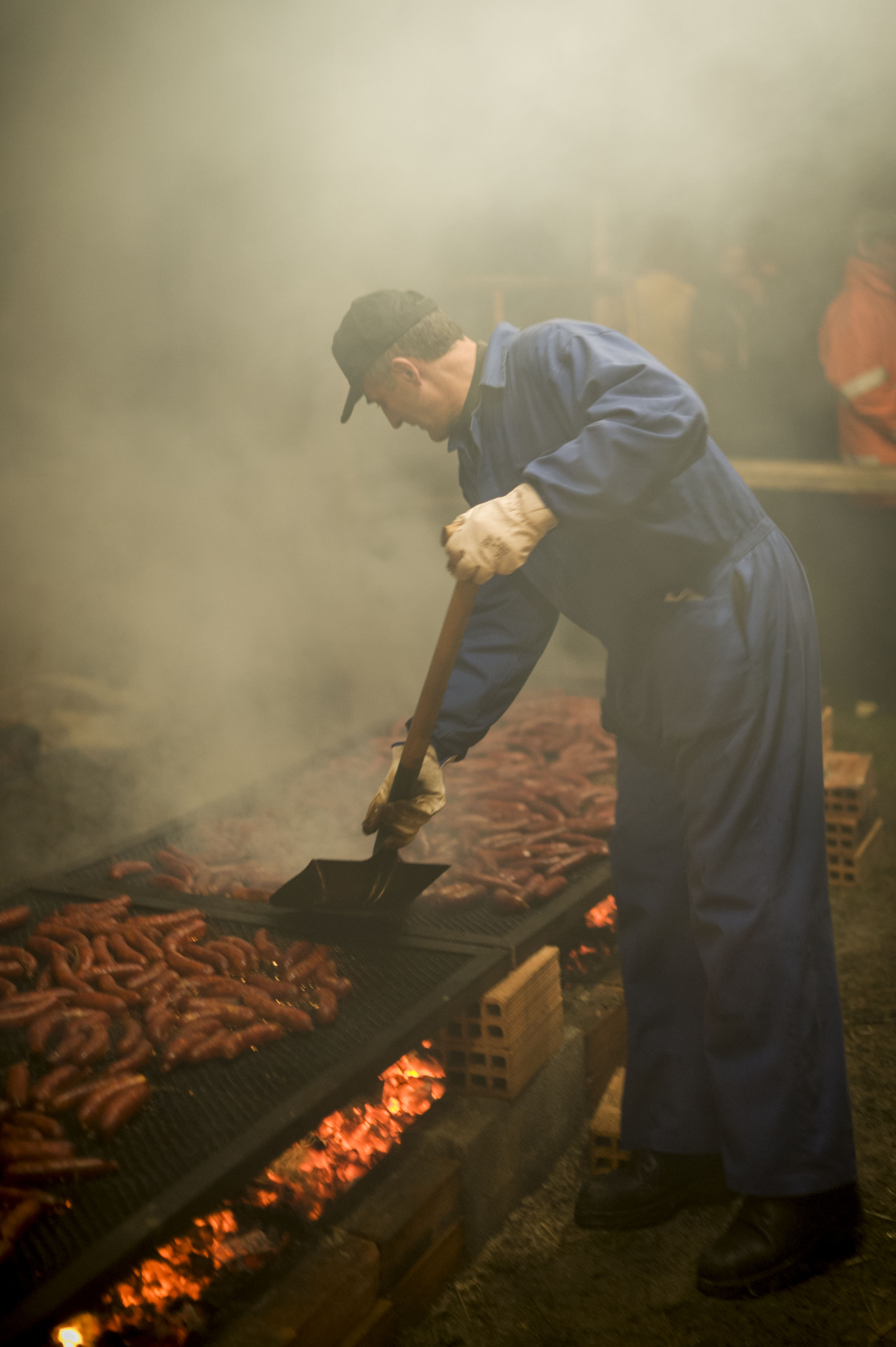
Chourizada